# Upplands runinskrifter 346
Upplands runinskrifter 346 är en försvunnen vikingatida runsten som funnits i Frösunda kyrka, Frösunda socken och Vallentuna kommun. Runstenen är cirka 2 meter hög och 1,7 meter bred. Stenen är förkommen och har försvunnit någon gång efter 1746.
Inskriften på U 346 är i stort sett exakt densamma som på U 356. Också den är ristad av Åsmund Kåresson. Ragnfrid har alltså låtit resa två minnesvårdar över sin son Björn, förmodligen på två till släkten tillhörande gårdar. Ristningen berättar att Björn föll i "Virland". Med det avses den östra delen av Estland.

## Inskriften
Translitterering av runraden:
[rahnfriþr · lit rt stain þino ' aftiʀ biurno sun þaiʀa kitilmuntaʀ ' hon ' fil a urlati ' kuþ hialbi hons ant auk| |kuþs muþiʀ ' osmunr mar'kaþi runaʀ ritar]
Normalisering till runsvenska:
ʀagnfriðr let retta stæin þenna æftiʀ Biorn, sun þæiʀa Kætilmundaʀ. Hann fell a Virlandi. Guð hialpi hans and ok Guðs moðiʀ. Asmundr markaði runaʀ rettaʀ.
Översättning till nusvenska:
Ragnfrid lät uppresa denna sten efter Björn, hennes och Kättilmunds son. Han föll i Virland. Gud hjälpe hans ande och Guds moder. Åsmund ristade rätta runor.